# Sa dây rốn
Sa dây rốn là trạng thái trong khi chuyển dạ, dây rốn ra khỏi tử cung với hoặc trước khi có sự xuất hiện của em bé. Mối quan tâm với tình trạng sa dây rốn là do áp lực lên dây rốn từ em bé sẽ làm tổn thương lưu lượng máu chuyển đến em bé.
Yếu tố nguy hiểm lớn nhất là có nhiều hơn hai đứa trẻ trước đó với đứa trẻ hiện tại ở vị trí bất thường trong tử cung. Những rủi ro khác bao gồm sinh non hoặc thai nhỏ, mang thai đôi và quá nhiều nước ối.  Việc vỡ ối y tế có phải là một nguy cơ gây tranh cãi hay không.   Chẩn đoán cần được nghi ngờ nếu nhịp tim của em bé giảm đột ngột khi chuyển dạ. Nhìn thấy hoặc cảm thấy dây rốn giúp xác nhận chẩn đoán.
Xử lý tập trung vào việc sinh nở nhanh chóng, thường là bằng cách mổ lấy thai. Nên làm đầy bàng quang hoặc đẩy em bé lên bằng tay cho đến khi điều này có thể diễn ra.  Vị trí thai đầu gối-ngực, hoặc nếu không thể, vị trí Trendelenburg có thể được sử dụng. Với các xử lý phù hợp, phần lớn các trường hợp có kết quả tốt.
Sa dây rốn xảy ra ở khoảng 1 trong 500 ca mang thai. Nguy cơ tử vong của em bé là khoảng 10%.  Tuy nhiên, phần lớn nguy cơ này là do dị thường bẩm sinh hoặc sinh non.  Sa dây rốn được coi là một trường hợp y tế khẩn cấp.